# Pseudogarypus spelaeus
Pseudogarypus spelaeus es una especie de arácnido del orden Pseudoscorpionida de la familia Pseudogarypidae.

## Distribución geográfica
Se encuentra en California (Estados Unidos).